# Lilla Träslövs FF
Lilla Träslövs FF (TFF) är en fotbollsklubb i centralorten Varberg. Bildad 1931 i dåvarande Träslövs kommun, som 1952 inkorporerades med Varbergs kommun. 
Klubbens hemmaarena är Östervi IP, som flyttades till sin nuvarande plats vid Karlbergsskogen när Varbergs sjukhus började byggas 1970 och tog tidigare område i anspråk. Matchdräkten är: vit tröja, blå byxor och dito strumpor. Ungdomsverksamheten är omfattande på både pojk- och flicksidan och man räknar med cirka 600 medlemmar varav cirka 400 aktiva. 

## Historia
Klubben, som började sin verksamhet redan 1930 under namnet ’Frisco’, har uteslutande sysslat med fotboll. En ungdomssektion startades på 1950-talet och sedan 1978 är verksamheten kompletterad med en damsektion. 2006 firade klubben sitt 75-årsjubileum med spel i Div 5 Norra för herrarna och Div 5 Mellersta för damerna. Sedan 2007 spelar herrsenior i div 4 Elit Halland och damsenior spelar 2008 i Div 4. 